# El oficio de vivir
El oficio de vivir. Diario 1935-1950 es un diario del escritor Cesare Pavese, en el que escribió, en forma de notas fragmentarias, sus pensamientos y sensaciones. Fue iniciado por el autor mientras estaba confinado por el régimen fascista en Brancaleone, y continuado hasta su muerte. Publicado por primera vez en 1952 por Einaudi y editado por Massimo Mila, Italo Calvino y Natalia Ginzburg, se encuentra entre las obras póstumas más importantes del escritor.

## Análisis
Pavese comenzó el diario en octubre de 1935 en su reclusión en Brancaleone Calabro, adonde había sido enviado en agosto de ese año por condena del tribunal fascista y donde permaneció hasta 1936. Los pensamientos, siempre bastante breves e incisivos, se anotan con el día y el mes en que fueron escritos y concluyen con las notas escritas el 18 de agosto de 1950, pocos días antes de su suicidio ocurrido el 27 del mismo mes.
El diario comienza con la sección "Secretum profesional (- octubre-diciembre 1935 y febrero de 1936) (en Brancaleone)" que inmediatamente aclara las intenciones del autor y conecta con la discusión que inició con la Profesión de Poeta de 1934 y publicó luego en Trabajar cansa (Lavorare stanca). Refiriéndose al Secretum de Petrarca, la obra autobiográfica que el autor inició en 1342, estructurada en forma de un diálogo entre el poeta y San Agustín en presencia de una mujer que simboliza la verdad, pretende referirse a la forma de experiencia adoptada del autor clásico, es decir, precisamente la de la discusión, que pronto se convierte en conversación consigo mismo, y por tanto en una introspección que pone de relieve la relación entre el oficio de poeta y el oficio de vivir.
El diario, que sólo tiene como precedente en la literatura italiana moderna al Zibaldone di pensieri de Leopardi, sigue la línea de la tradición baudelaireana del diario íntimo que registra no sólo acontecimientos, sino que se convierte en un verdadero laboratorio de reflexión sobre el propio trabajo como hombre de letras y, como escribe Marziano Guglielminetti,  "... se presenta como una confesión existencial, ora sutilmente complacida, ora crudamente despiadada, hasta el punto que el escritor parece intentar una especie de psicoanálisis literario de sí mismo".
Ivan Tassi, en la introducción a la edición de Garzanti titulada Alla letteratura non si sfugge (No hay escapatoria de la literatura), ubica el diario de Pavese en la "provincia con estatuto especial" constituida por los diarios escritos por escritores, subrayando que no puede ser juzgados sobre la base de "diarios estándar" porque los escritores escriben sobre sí mismos para "alimentar la literatura". Tassi considera que no se debe utilizar la obra de forma instrumental, buscando, por ejemplo, los motivos de su suicidio o construyendo una biografías ficticia, como lo pensaron Davide Lajolo en Il vizio absurdo o Dominique Fernandez en L' échec de Pavés. Para Tassi, El oficio de vivir no es un diario "íntimo" o de obra porque "falta el relato de las ocasiones específicas que desencadenaron los 'descubrimientos' de la vida". Tassi identifica cuatro fases en la obra: I: in lite con sé stessi (discutir consigo mismo) (1936-38), II: la maledizione del celibato (la maldición del celibato) (1939-41), III: in teoria (en teoría) (1942-1945) y IV: apoteosi di una divinità triste (apoteosis de una divinidad triste) (1946-50), cada una dominada por la relación fallida con las mujeres de las que se enamora (Tina Pizzardo, Fernanda Pivano, Bianca Garufi y Constance Dowling) y señalando que "el motor y el distintivo "El rasgo característico de la autorrepresentación que Pavese ofrece de sí mismo" es "el contraste, la antinomia y la ambivalencia".
En la obra, como han destacado numerosos críticos, se constata la contradicción de Pavese que se mantiene en equilibrio entre el deseo de claridad y la incapacidad de superar el romanticismo propio de algunas de sus actitudes, como la persistente tendencia al suicidio, la complacencia masoquista en la humillación de sí mismo, misoginia, obsesiones sexuales  que, como escribe Sergio Solmi, infunden a todo el diario un acentuado "clima de soledad existencial".
Carlos Javier González Serrano indica con respecto al título del diario: "Referirse a la vida, la propia y la ajena, como un "oficio» por cumplir, es síntoma de un ánimo aletargado, apesadumbrado bajo la permanente obligación de llevar a cabo ese mismo oficio, esa tarea, esa ímproba imposición." El propio Pavese escribe: "Sufrir, sufrir, sufrir. ¿Y por qué? La vida, yo no la he pedido. Sí, sí, conozco de memoria la objeción. Hay que esforzarse y cumpliendo con el deber se le encuentra dignidad a la vida. Pero todo esto se parece a la ingenuidad de la palabra cristiana: "¿Queréis ser felices? Creed firmemente, con toda el alma, serlo y lo seréis»." O en otra anotación: "Es mi alma: no puedo hacer nada por levantarla de su postración enferma de sueño […] Siento una zozobra resignada y triste, el destino más secreto e inexorable de mi vida […] Sólo estoy cansado, horriblemente cansado».Así como también: "Pasaba la tarde sentado ante el espejo para hacerme compañía"
Con una escritura reducida a lo esencial y a veces muy cruda, propia de la sinceridad que se convierte en confesión, en el diario se destacan los temas de toda su obra, desde la búsqueda desesperada del amor hasta la tentación del suicidio como última forma de control al poner fin de una vida sin sentido.

## Contenido
Las primeras páginas del diario, las de 1935, se caracterizan por la reflexión teórica sobre el vínculo entre poesía y cuento, pero ya en las páginas de 1936 se precisan esos puntos fuertes que denotan una reflexión íntima pero muy estructurada.
En las siguientes partes regresa el sentido litúrgico del sufrimiento, entendido en un sentido secular, que siempre está representado por un encuentro humano y concreto:

Ciertamente, tener una mujer que te espera, que dormirá contigo, es como la
tibieza de algo que deberías decir, y te calienta y te acompaña y te hace vivir.

que invariablemente termina en decepción. Así, en las páginas de su diario, en la cruel repetición de este patrón, nace ese rasgo misógino que le hace utilizar a menudo brillantes aforismos sobre las mujeres. Sus amores, a pesar del ímpetu tanto físico como moral, son amores imposibles porque se topan con esa forma de impotencia que le hace sufrir y le hace escribir palabras amargas:

El arte de vivir es el arte de saber creerse las mentiras. Lo tremendo es que, no sabiendo quid sit veritas sí que sabemos lo que es la mentira.
Pobre gente, los testículos de los que hemos nacido continúan siendo nuestra sustancia. Inmensamente más feliz es el necio, el pobre, el malvado cuyo miembro funciona que el genio, el rico, el virtuoso anormal de ahí abajo. 

La razón por la que las mujeres han sido siempre «amargas como la muerte», sentinas de vicios, pérfidas, Dalilas, etcétera, es, en el fondo, sólo ésta: el hombre eyacula siempre —si no es un eunuco— con cualquier mujer; mientras ellas llegan raramente al placer liberador y no con todos, y frecuentemente no con el adorado precisamente porque es el adorado— y si llegan una vez no sueñan ya en otro. Por el deseo —legítimo— de ese placer están dispuestas a cometer cualquier iniquidad. Están obligadas a cometerla. Es lo trágico fundamental de la vida, y el hombre que eyacula demasiado rápidamente es mejor que no hubiese nacido. Es un defecto por el que vale la pena matarse.

En la visión de Pavese de la realidad, absolutamente racional y laica, no hay pues posibilidad de salida porque el dolor no sirve, como para Kierkegaard, para redimir y como escribe en el diario

Pero la gran, la tremenda verdad es ésta: sufrir no sirve para nada.

Por tanto, para Pavese, la táctica de la fuga sigue siendo un intento de evitar un destino que no se puede evitar.

El dolor no es en modo alguno un privilegio, un signo de nobleza, un aviso de Dios. El dolor es una cosa bestial y feroz, trivial y gratuita, natural como el aire. Es
impalpable, no se deja agarrar y rehúye el combate; vive en el tiempo, es lo mismo que el tiempo; si tiene sobresaltos y alaridos, los tiene sólo para dejar más indefenso a quien sufre, en los instantes que seguirán, en los largos instantes en que se saborea el tormento pasado y se espera el siguiente [...] A veces se llega a sospechar que la muerte —el infierno— consistirá aún en el fluir de un dolor sin sobresaltos, sin voz, sin instantes, todo tiempo y todo eternidad, incesante como el fluir de la sangre en un cuerpo que ya no morirá. 

Pavese, que exige la vida entendida como felicidad, entiende que para renunciar a ella es necesaria la muerte y el suicidio, entendido como rebelión, sigue siendo la única posibilidad de salir, a pesar de todo, vencedor.

No nos matamos por el amor de una mujer. Nos matamos porque un amor,
cualquier amor, nos revela en nuestra desnudez, miseria, indefensión, nada.

La última y dolorosa nota del diario (fechada el 18 de agosto de 1950) confirma toda su desilusión con el mundo y con el amor, y anticipa ese suicidio que se concretará unos días después.

Basta un poco de valor.
Cuanto más preciso y determinado es el dolor, más se debate el instinto de vivir, y
se debilita la idea del suicidio.
Parecía fácil, al pensarlo. Y sin embargo hay mujercitas que lo han hecho. Hace falta humildad, no orgullo.
Todo esto da asco.
No palabras. Un gesto. No escribiré más.

## Ediciones
- Il mestiere di vivere (Diario 1935-1950), Collana Saggi n.157, Torino, Einaudi, 1952; Collana Supercoralli, Einaudi, 1962; Collana I gabbiani n.3, Milán, Il Saggiatore, 1964.
- En Opere, vol. X, a cura di Italo Calvino, Collana Nuovi Coralli n.59, Einaudi, 1968.
- Il mestiere di vivere. Diario 1935-1950. Nueva edición basada en el autógrafo (con un apéndice con las páginas autobiográficas de "Frammenti della mia vita trascorsa", "Pensieri cassati", "In sogno"), curadores Marziano Guglielminetti y  Laura Nay, Collana Supercoralli, Torino, Einaudi, 1990-1997, ISBN 978-88-06-11863-1; nueva introducción de Cesare Segre, Collana ETascabili, Torino, Einaudi, 2000, ISBN 978-88-061-5323-6; introducción de Domenico Starnone, Collana ET Scrittori, Einaudi, 2020, ISBN 978-88-062-4594-8.
- Il mestiere di vivere. Diario 1935-1950 con il Taccuino segreto, prefacio de Nadia Terranova, curador Salvatore Renna, introducción de Enrico Mattioda, con un testimonio de Lorenzo Mondo, Collana BUR Contemporanea, Milán, BUR-Rizzoli, 2021, ISBN 978-88-171-5565-6.
- Il mestiere di vivere, introducción de Ivan Tassi, Collana I grandi libri, Milán, Garzanti, 2021, ISBN 978-88-118-1742-0.
- Il mestiere di vivere. Diario 1935-1950, Collana Highlander, Massa, Edizioni Clandestine, 2021, ISBN 978-88-659-6991-5.